# SIGALRM
 (novembre 2023).
Si vous disposez d'ouvrages ou d'articles de référence ou si vous connaissez des sites web de qualité traitant du thème abordé ici, merci de compléter l'article en donnant les références utiles à sa vérifiabilité et en les liant à la section « Notes et références ».
Au sein des plateformes répondant aux normes POSIX, SIGALRM est le signal envoyé à un processus lorsqu'une limite de temps est écoulée. La constante symbolique du préprocesseur C pour SIGALRM est définie dans le fichier d'en-tête signal.h. Les noms symboliques de signaux sont utilisés car les numéros de signaux peuvent varier, au sein des différentes plateformes.

## Étymologie
SIG est un préfixe commun pour les noms de signaux. ALRM est une forme abrégée de alarme.

## Usage
Les programmes informatiques utilisent SIGALRM pour mettre fin à une action s'effectuant depuis longtemps, ou pour fournir un moyen d'effectuer une action à intervalle régulier.
SIGALRM est généralement lancé quelques secondes après un appel système alarm. Il est parfois utilisé pour implémenter la fonction sleep; conséquemment, les programmes ne peuvent utiliser alarm de manière fiable pour "se réveiller" d'un délai causé par sleep .